# Myiopsitta monachus monachus

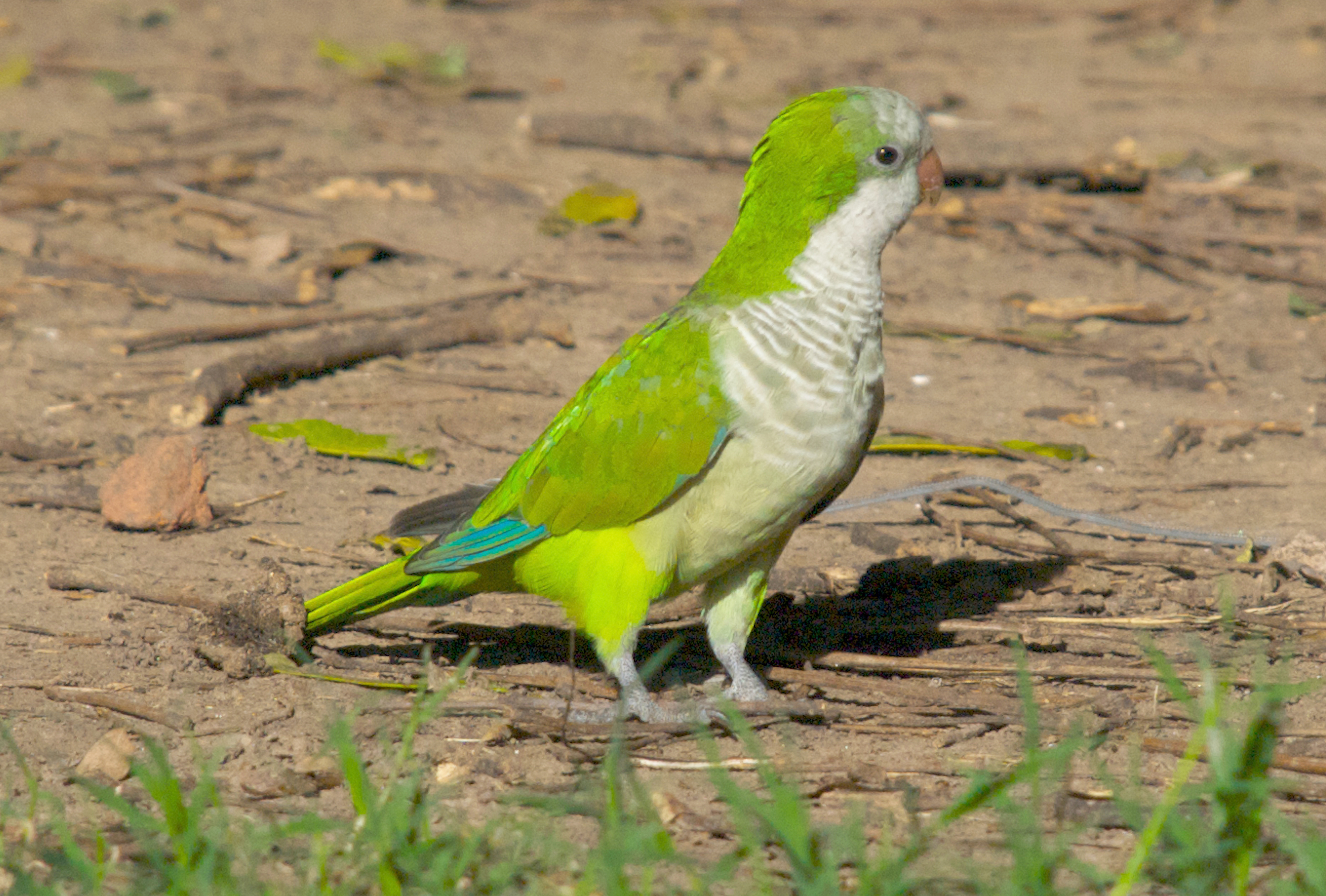
Myiopsitta monachus monachus en la ciudad de Buenos Aires.

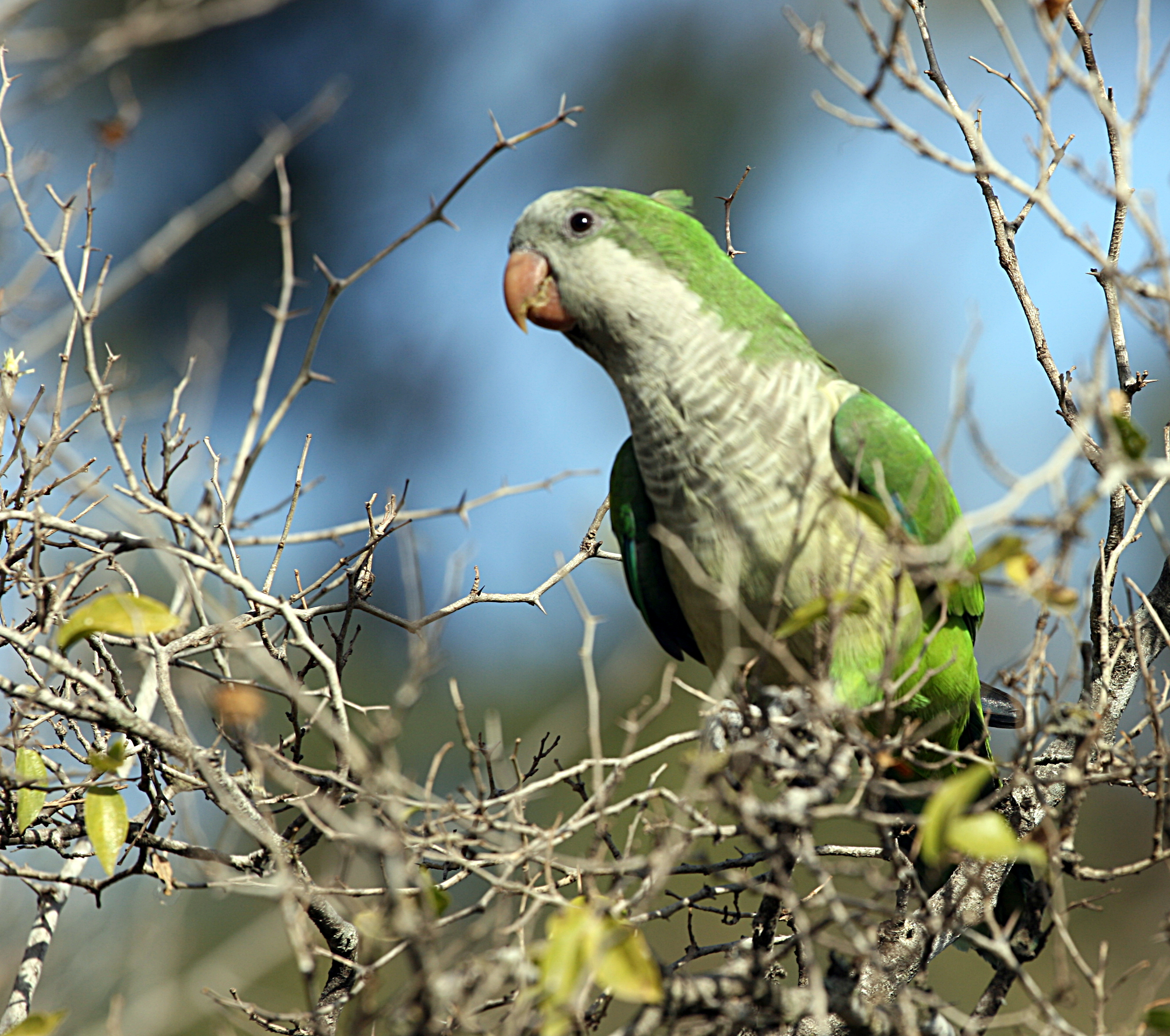
Myiopsitta monachus monachus en el zoológico Temaikèn, Buenos Aires.

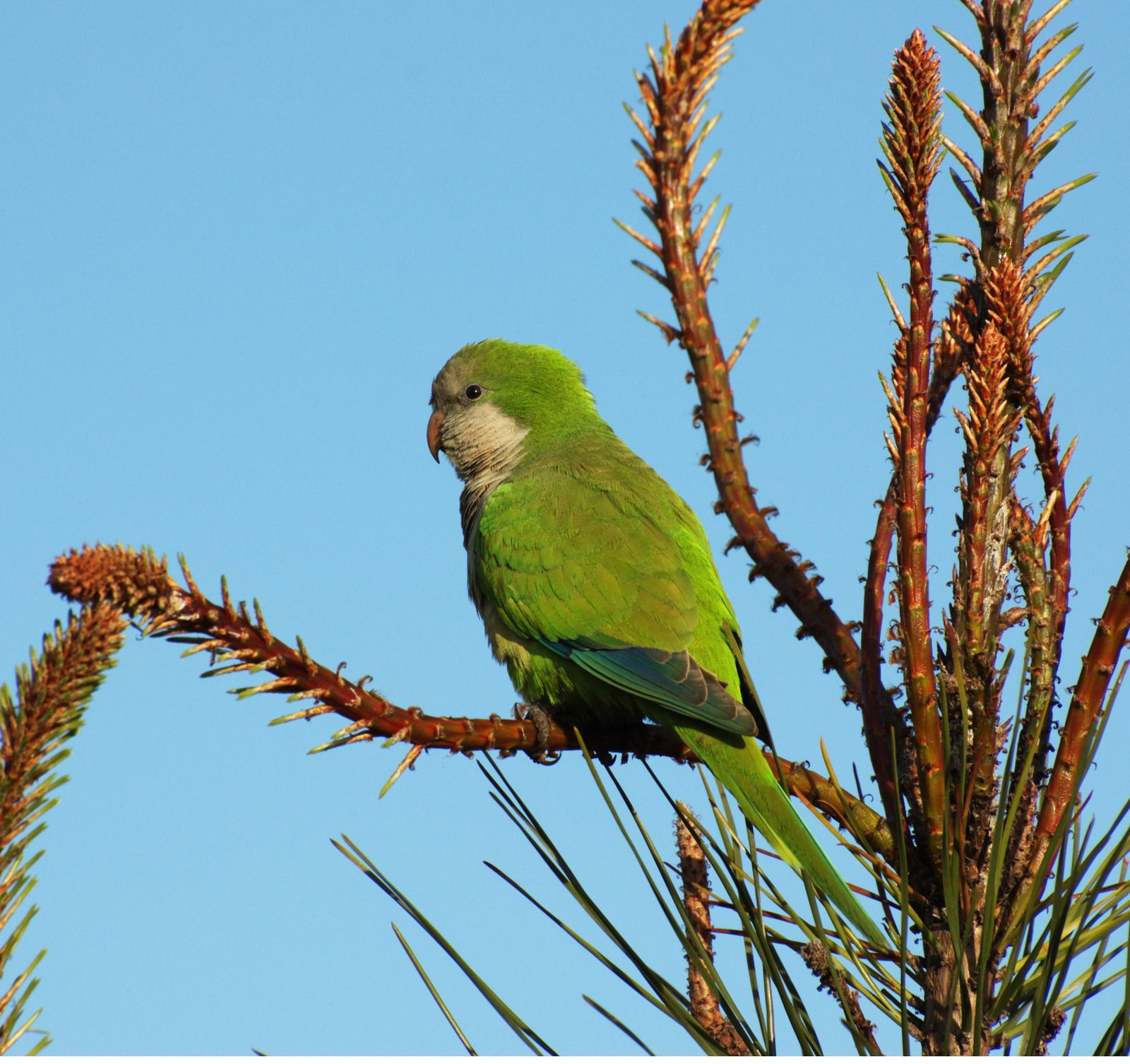
Myiopsitta monachus monachus en el Uruguay.

Myiopsitta monachus monachus es una de las 4 subespecies en que se divide la especie Myiopsitta monachus, del género monotípico Myiopsitta, llamada comúnmente cotorra catita, catita, cata, lorita verde, cotorra monje, cotorra argentina, o cotorrita verdigrís.  Esta ave de la familia de los loros habita en bosques, estepas arbustivas, sabanas, áreas de cultivo, parques, y ciudades del cono sur de América del Sur. Es apreciada como mascota, por lo que fue comercializada en todo el mundo, logrando escapar, reproducirse, y hacer nuevas poblaciones, por lo que se ha transformado en un taxón introducido y seriamente problemático en numerosos países.

## Descripción
El peso de esta subespecie es de entre 120 y 140 g, y su largo total es de entre 28 y 31 cm. Es la subespecie de mayor tamaño, con el pico proporcionalmente más grande. La cabeza no posee tono gris. El verde del dorso es uniforme, pero en la rabadilla y el cuello es más brillante. El gris de la frente y mejillas tiene un tinte azulado. El vientre es sepia-amarillento, y pasa a verde vivo en el abdomen. Las remeras alares son azul claro.

## Distribución
La exacta geonemia de cada una de las subespecies de esta especie aún es, en parte, discutida, pues en grandes áreas algunos especialistas creen que habita una subespecie, y para otros otra, por lo que se requiere una revisión rigurosa basada en un amplio lote de muestras de las zonas donde hay discrepancias.
En líneas generales, esta subespecie se distribuía originalmente en el centro-este del cono sur de América del Sur.
No hay discusión en el área desde la mitad austral de Río Grande del Sur, Brasil, todo Uruguay, y la región centro-este de la Argentina, en la mitad austral de Santa Fe y de Corrientes, todo Entre Ríos, llegando por el oeste hasta el sudoriente de Córdoba, y por el sur en gran parte de Buenos Aires hasta el centro-sur provincial.
Las divergencias se producen al norte de esta área. Algunos autores la extienden también por la mitad norte de Santa Fe y la de Corrientes, el centro y sur de Chaco, sudeste de Formosa y en las áreas desmontadas con otrora selva en Misiones (posiblemente también los departamentos del sur de Paraguay). Toda esta área para los anteriores autores corresponde en realidad a M. m. cotorra.

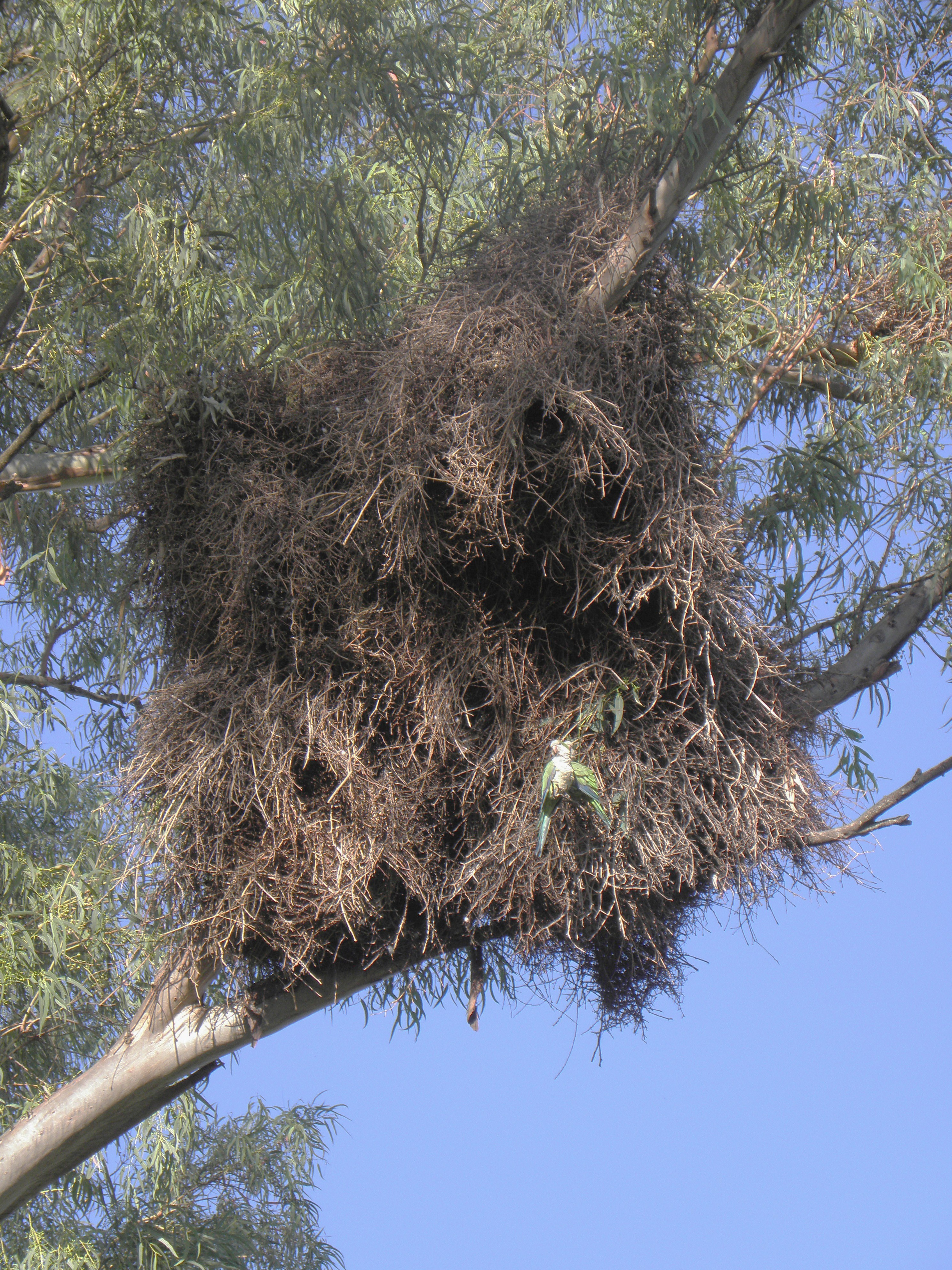
Myiopsitta monachus monachus con su nido en la isla Martín García.

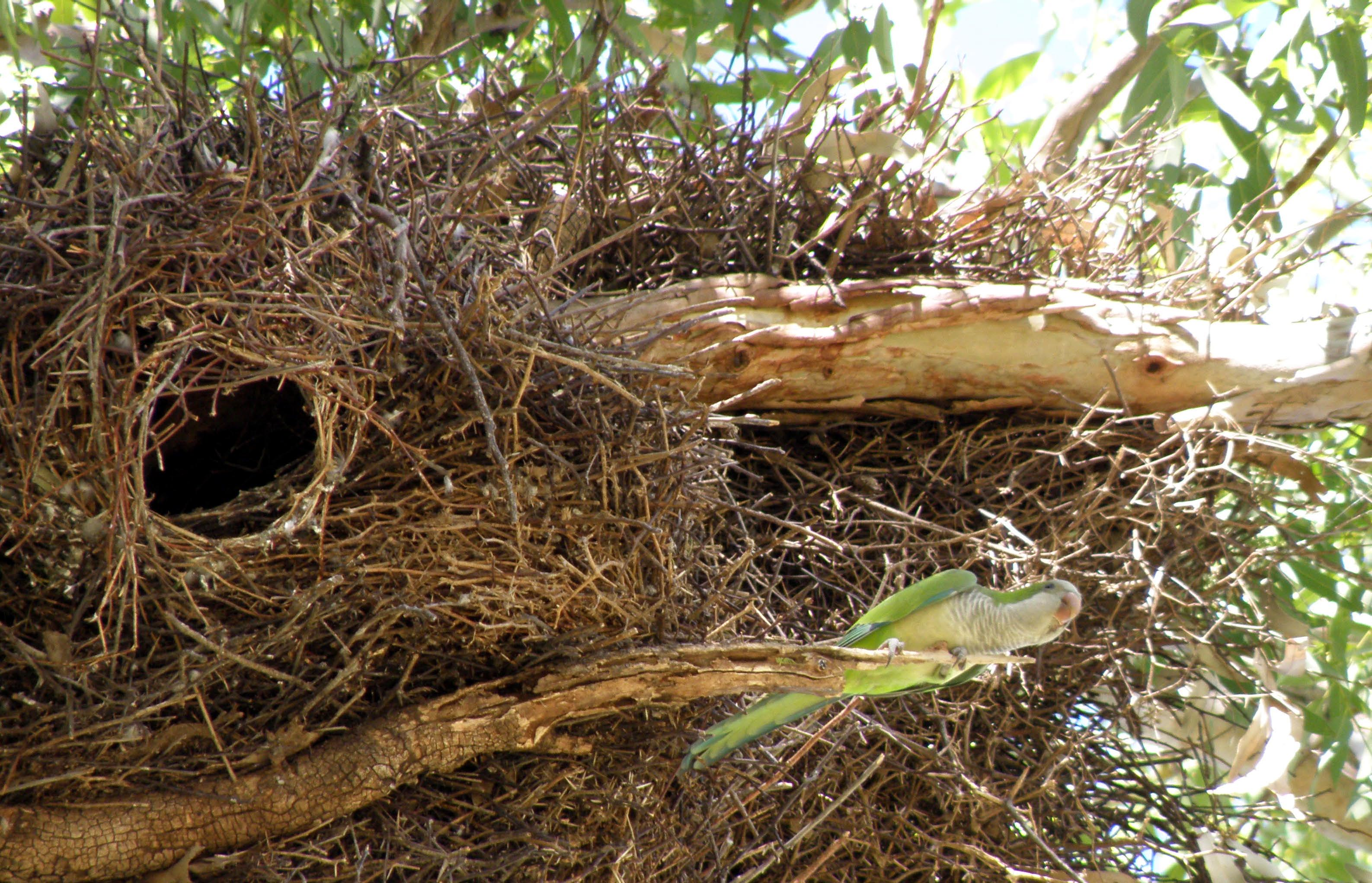
Myiopsitta monachus monachus con su nido en la reserva natural Otamendi.

## Taxonomía
Esta subespecie fue descrita originalmente por Pieter Boddaert en el año 1783, bajo el nombre científico de: Psittacus monachus. Su localidad tipo es: «Montevideo, Uruguay».

## Comportamiento
En la naturaleza vuelan en ruidosas bandadas a gran velocidad, nunca levantando las alas por encima del cuerpo, y aleteando constantemente.
Es capaz de emitir una amplia variedad de chillidos y graznidos, y en cautiverio es capaz de vocalizar o imitar palabras, aunque en esta cualidad está muy lejos de poseer las capacidades de algunos géneros de su misma familia. 

### Alimentación
Es una especie principalmente granívora; en la naturaleza se alimenta de semillas de plantas tanto silvestres como cultivadas. Entre estas últimas muestra preferencia por el sorgo, el maíz y el arroz. También consume frutos, flores, brotes de plantas, así como insectos adultos y sus larvas. También pueden alimentarse de la grasa de animales muertos.
En cautiverio aceptan pan, galletas, hortalizas, carne y otros alimentos. 

### Reproducción

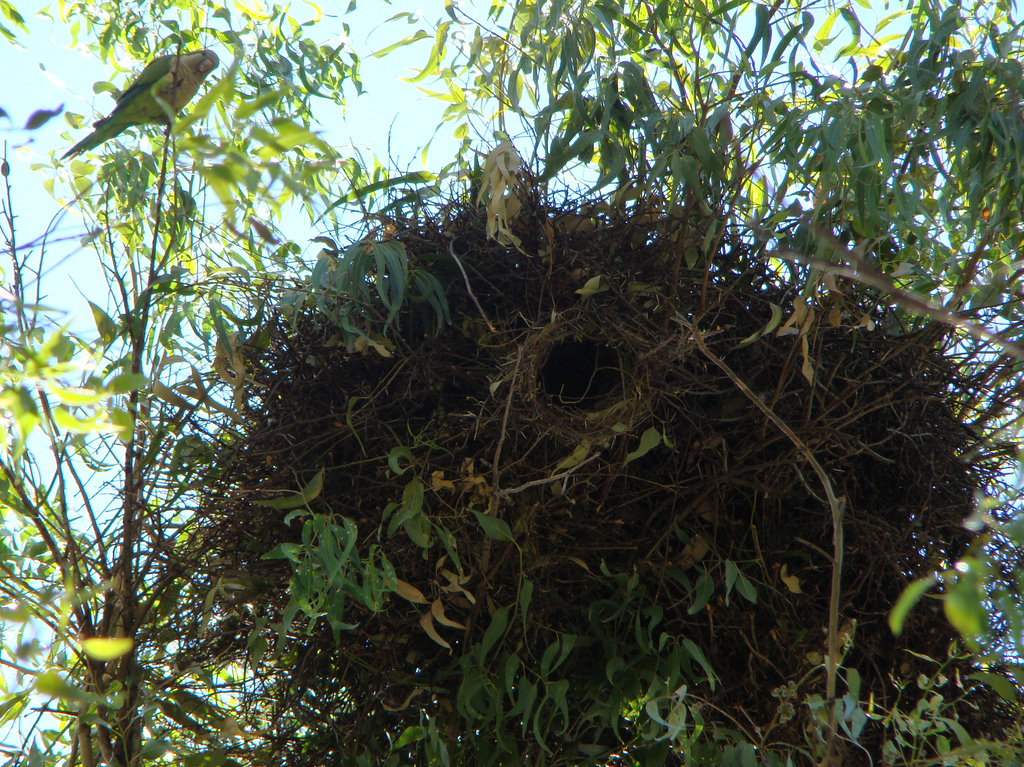
Myiopsitta monachus monachus con su nido en Río Grande del Sur, Brasil.

Son aves altamente gregarias. Construyen un nido, al contrario que la mayoría de los loros. Nidifican comunitariamente, construyendo nidos que pueden llegar a ser muy grandes y pesados, utilizando ramitas de plantas espinosas entretejidas. El nido lo ubican en árboles altos, o en estructuras artificiales, como torres de radiocomunicación, o tendidos eléctricos. La altura buscada es para evitar los depredadores terrestres.
Ponen de 5 a 8 huevos por nidada, y la incubación dura unos 26 días. Los huevos se adaptan a cualquier tipo de climas templados o tropicales; esto se da por la protección térmica que proporcionan las cámaras de los nidos coloniales.

## Ecología
Sus principales depredadores naturales son las aves rapaces, pequeños felinos, y la comadreja overa (Didelphis albiventris).

## Taxón invasivo
Su cualidad de adaptarse a la vida en cautiverio ha hecho que sea capturada por cientos de miles, y llevada a decenas de países del mundo, donde logró escapar y generar poblaciones invasoras. Análisis genéticos de ejemplares del estado de Florida, en Estados Unidos, señalan que es esta subespecie la que habita en esa región del país, y posiblemente en el resto también. En Chile, la mayor cantidad fueron trasladadas desde el Uruguay, por lo que posiblemente también es la subespecie que se está expandiendo en la zona central de Chile.